# Liste der Turn-Weltmeister (Trampolinturnen)

## Einzel und Mannschaft
| Jahr |        | Einzel Frauen            | Einzel Männer               | Mannschaft Frauen      | Mannschaft Männer   |
| ---- | ------ | ------------------------ | --------------------------- | ---------------------- | ------------------- |
| 1964 | I      | Judy Wills               | Danny Millman               |                        |                     |
| 1965 | II     | Judy Wills               | Gary Erwin                  |                        |                     |
| 1966 | III    | Judy Wills               | Wayne Miller                |                        |                     |
| 1967 | IV     | Judy Wills               | David Jacobs                |                        |                     |
| 1968 | V      | Judy Wills               | David Jacobs                |                        |                     |
| 1970 | VI     | Renée Ramson             | Wayne Miller                |                        |                     |
| 1972 | VII    | Alexandra Nicholson      | Paul Luxon                  |                        |                     |
| 1974 | VIII   | Alexandra Nicholson      | Richard Tison               |                        |                     |
| 1976 | IX     | Swetlana Lewina          | Richard Tison Jewgeni Janes |                        |                     |
| 1978 | X      | Tatjana Anisimowa        | Jewgeni Janes               |                        |                     |
| 1980 | XI     | Ruth Keller              | Stewart Matthews            |                        |                     |
| 1982 | XII    | Ruth Keller              | Carl Furrer                 | BR Deutschland         | Frankreich          |
| 1984 | XIII   | Sue Shotton              | Lionel Pioline              | Vereinigtes Königreich | Sowjetunion         |
| 1986 | XIV    | Tatjana Luschina         | Lionel Pioline              | Sowjetunion            | BR Deutschland      |
| 1988 | XV     | Rusudan Choperia         | Wadim Krasnoschapka         | Sowjetunion            | Sowjetunion         |
| 1990 | XVI    | Jelena Merkulowa         | Alexander Moskalenko        | Sowjetunion            | Sowjetunion         |
| 1992 | XVII   | Jelena Merkulowa         | Alexander Moskalenko        | Vereinigtes Königreich | Vereintes Team      |
| 1994 | XVIII  | Irina Karawajewa         | Alexander Moskalenko        | Russland               | Belarus             |
| 1996 | XIX    | Tatjana Kowalewa         | Dsmitryj Poljarusch         | Russland               | Frankreich          |
| 1998 | XX     | Irina Karawajewa         | German Chnytschew           | Russland               | Russland            |
| 1999 | XXI    | Irina Karawajewa         | Alexander Moskalenko        | Russland               | Russland            |
| 2001 | XXII   | Anna Dogonadze-Lilkendey | Alexander Moskalenko        | Ukraine                | Russland            |
| 2003 | XXIII  | Karen Cockburn           | Henrik Stehlik              | Russland               | Deutschland         |
| 2005 | XXIV   | Irina Karawajewa         | Alexander Russakow          | Volksrepublik China    | Volksrepublik China |
| 2007 | XXV    | Irina Karawajewa         | Ye Shuai                    | Volksrepublik China    | Volksrepublik China |
| 2009 | XXVI   | Huang Shanshan           | Dong Dong                   | Volksrepublik China    | Volksrepublik China |
| 2010 | XXVII  | Li Dan                   | Dong Dong                   |                        |                     |
| 2011 | XXVIII | He Wenna                 | Lu Chunlong                 | Volksrepublik China    | Japan               |
| 2013 | XXIX   | Rosannagh MacLennan      | Dong Dong                   | Vereinigtes Königreich | Volksrepublik China |
| 2014 | XXX    | Liu Lingfing             | Tu Xiao                     |                        |                     |
| 2015 | XXXI   | Li Dan                   | Gao Lei                     | Volksrepublik China    | Russland            |

## Synchron
| Jahr |        | Synchron Frauen                        | Synchron Männer                              |
| ---- | ------ | -------------------------------------- | -------------------------------------------- |
| 1966 | III    | Nancy Smith Judy Wills                 | Wayne Miller David Jacobs                    |
| 1967 | IV     | Nancy Smith Judy Wills                 | Hartmut Riehle Kurt Treiter                  |
| 1968 | V      | Ute Luxon-Czech Christa Mohrlang       | Klaus Forster Michael Budenberg              |
| 1970 | VI     | Jennifer Lienbenberg Lucia Odendaal    | Don Waters Gary Smith                        |
| 1972 | VII    | Bobby Grant Marilyn Stieg              | Paul Luxon Robert Hughes                     |
| 1974 | VIII   | Ute Scheile Petra Wenzel               | Robert Nealy Jim Cartledge                   |
| 1976 | IX     | Swetlana Lewina Olga Starikowa         | Jewgeni Jakowenko Jewgeni Janes              |
| 1978 | X      | Ute Scheile Ute Luxon-Czech            | Wladimir Schadojew Jewgeni Janes             |
| 1980 | XI     | Gabriele Bahr Beate Kruswicki          | Carl Furrer Stewart Matthews                 |
| 1982 | XII    | Jacqueline de Ruiter Marjo van Diermen | Stuart Ransom Mark Calderon                  |
| 1984 | XIII   | Susan Shotton Kirsty McDonald          | Igor Bogatschew Wadim Krasnoschapka          |
| 1986 | XIV    | Tatjana Luschina Jelena Merkulowa      | Igor Bogatschew Wadim Krasnoschapka          |
| 1988 | XV     | Rusudan Choperia Jelena Kolomejets     | Igor Bogatschew Wadim Krasnoschapka          |
| 1990 | XVI    | Tatjana Luschina Jelena Merkulowa      | Dsmitryj Poljarusch Sergej Nesstreljai       |
| 1992 | XVII   | Andrea Holmes Lorraine Lyon            | Alexander Moskalenko Alexander Daniltschenko |
| 1994 | XVIII  | Tina Ludwig Hiltrud Roewe              | Alexander Moskalenko Alexander Daniltschenko |
| 1996 | XIX    | Olena Mowtschan Oksana Zyhuljowa       | Stanislaw Woronin Andrej Kossow              |
| 1998 | XX     | Anna Dogonadze-Lilkendey Tina Ludwig   | Emmanuel Durand David Martin                 |
| 1999 | XXI    | Olena Mowtschan Oksana Zyhuljowa       | Alexander Moskalenko German Chnytschew       |
| 2001 | XXII   | Olena Mowtschan Oksana Zyhuljowa       | Alexander Moskalenko German Chnytschew       |
| 2003 | XXIII  | Halina Lebedsewa Tazzjana Pjatrenja    | Mikalaj Kasak Dsmitryj Poljarusch            |
| 2005 | XXIV   | Natalja Tschernowa Irina Karawajewa    | Mikalaj Kasak Wladimir Kakorko               |
| 2007 | XXV    | Karen Cockburn Rosannagh MacLennan     | Tetsuya Sotomura Yasuhiro Ueyama             |
| 2009 | XXVI   | Li Dan Zhong Xingping                  | Tetsuya Sotomura Yasuhiro Ueyama             |
| 2010 | XXVII  | Irina Karawajewa Wiktorija Woronina    | Tu Xiao Dong Dong                            |
| 2011 | XXVIII | Anna Dogonadze Jessica Simon           | Tu Xiao Dong Dong                            |
| 2013 | XXIX   | Kat Driscoll Amanda Parker             | Manabu Yamaguchi Yasuhiro Ueyama             |
| 2014 | XXX    | Liu Lingfing Li Meng                   | Tu Xiao Dong Dong                            |
| 2015 | XXXI   | Li Dan Zhong Xingping                  | Tu Xiao Dong Dong                            |

## Tumbling
| Jahr |        | Einzel Frauen                  | Einzel Männer        | Mannschaft Frauen      | Mannschaft Männer      |
| ---- | ------ | ------------------------------ | -------------------- | ---------------------- | ---------------------- |
| 1965 | II     | Judy Wills                     | Frank Schmitz        |                        |                        |
| 1966 | III    | Judy Wills                     | Frank Fortier        |                        |                        |
| 1967 | IV     |                                |                      |                        |                        |
| 1968 | V      |                                |                      |                        |                        |
| 1970 | VI     |                                |                      |                        |                        |
| 1972 | VII    |                                |                      |                        |                        |
| 1974 | VIII   |                                |                      |                        |                        |
| 1976 | IX     | Tracey Long                    | Jim Betz             |                        |                        |
| 1978 | X      | Nancy Quattrochi               | Jim Betz             |                        |                        |
| 1980 | XI     | Tracy Contour                  | Kevin Eckberg        |                        |                        |
| 1982 | XII    | Jill Hollembeak                | Steve Elliott        |                        |                        |
| 1984 | XIII   | Jill Hollembeak                | Steve Elliott        |                        |                        |
| 1986 | XIV    | Jill Hollembeak                | Jerry Hardy          |                        |                        |
| 1988 | XV     | Megan Cunningham               | Pascal Eouzan        | Vereinigte Staaten     | Frankreich             |
| 1990 | XVI    | Chrystel Robert Corinne Robert | Pascal Eouzan        | Frankreich             | Frankreich             |
| 1992 | XVII   | Chrystel Robert                | Jon Beck             | Frankreich             | Vereinigte Staaten     |
| 1994 | XVIII  | Chrystel Robert                | Adrian Sinkiewicz    | Frankreich             | Vereinigte Staaten     |
| 1996 | XIX    | Chrystel Robert                | Rayshine Harris      | Frankreich             | Vereinigte Staaten     |
| 1998 | XX     | Jelena Bluijna                 | Lewon Petrosjan      | Russland               | Russland               |
| 1999 | XXI    | Jelena Bluijna                 | Lewon Petrosjan      | Russland               | Russland               |
| 2001 | XXII   | Olena Schabanenko              | Dennis Serdioukow    | Russland               | Russland               |
| 2003 | XXIII  | Olena Schabanenko              | Alexej Kryschanowski | Vereinigtes Königreich | Vereinigtes Königreich |
| 2005 | XXIV   | Anna Korobeynikowa             | Wang Jiexu           | Russland               | Volksrepublik China    |
| 2007 | XXV    | Anna Korobeynikowa             | Andrej Krylow        | Vereinigte Staaten     | Russland               |
| 2009 | XXVI   | Anna Korobeynikowa             | Tagir Murtazaew      | Russland               | Volksrepublik China    |
| 2010 | XXVII  | Anna Korobeynikowa             | Wiktor Kyforenko     |                        |                        |
| 2011 | XXVIII | Jia Fangfang                   | Yang Song            | Volksrepublik China    | Volksrepublik China    |

## Doppel-Mini Trampolin
| Jahr |        | Einzel Frauen       | Einzel Männer           | Mannschaft Frauen  | Mannschaft Männer  |
| ---- | ------ | ------------------- | ----------------------- | ------------------ | ------------------ |
| 1976 | IX     | Leigh Hennessy      | Ron Merriott            |                    |                    |
| 1978 | X      | Leigh Hennessy      | Stuart Ransom           |                    |                    |
| 1980 | XI     | Beth Fairchild      | Derrick Lotz            |                    |                    |
| 1982 | XII    | Christine Tough     | Brett Austine           | Vereinigte Staaten | Australien         |
| 1984 | XIII   | Gabi Dreier         | Brett Austine           | Australien         | Australien         |
| 1986 | XIV    | Bettina Lehmann     | Brett Austine           | BR Deutschland     | Australien         |
| 1988 | XV     | Elizabeth Jensen    | Adrian Wareham          | Australien         | Vereinigte Staaten |
| 1990 | XVI    | Lisa Newman-Morris  | Adrian Wareham          | Neuseeland         | Australien         |
| 1992 | XVII   | Kylie Walker        | Jorge Pereira           | Neuseeland         | Deutschland        |
| 1994 | XVIII  | Kylie Walker        | Jorge Pereira           | Vereinigte Staaten | Deutschland        |
| 1996 | XIX    | Jennifer Sans       | Chris Mitruk Ji Wallace | Vereinigte Staaten | Kanada             |
| 1998 | XX     | Kylie Walker        | Rodolfo Rangel          | Neuseeland         | Neuseeland         |
| 1999 | XXI    | Lisa Colussi-Mitruk | Chris Mitruk            | Portugal           | Vereinigte Staaten |
| 2001 | XXII   | Marina Murinowa     | Nuno Lico               | Russland           | Portugal           |
| 2003 | XXIII  | Sarah Charles       | Alexej Ilischew         | Russland           | Kanada             |
| 2005 | XXIV   | Silvia Saiote       | Radostin Ratschew       | Portugal           | Kanada             |
| 2007 | XXV    | Sarah Charles       | Kirill Iwanow           | Russland           | Russland           |
| 2009 | XXVI   | Victoria Woronina   | André Lico              | Russland           | Portugal           |
| 2010 | XXVII  | Corissa Boychuk     | André Lico              |                    |                    |
| 2011 | XXVIII | Swetlana Balandina  | Bruno Martini           | Kanada             | Kanada             |